# Aoi Shiro
Aoi Shiro (アオイシロ) est un jeu vidéo de type visual novel développé par Success Corporation et sorti en 2008 sur Windows et PlayStation 2.